# Општина Завој (Караш-Северин)
Завој (рум. Zăvoi) општина је у Румунији у округу Караш-Северин.
Oпштина се налази на надморској висини од 466 m.